# ایکو کانو
ایکو کانو (انگلیسی: Eiko Kano؛ زادهٔ ۲۲ فوریهٔ ۱۹۸۲) کمدین، خواننده، کاننوشی اهل ژاپن است.